# Liste der Provinzialstraßen in der Provinz Antwerpen
Die Liste der Provinzialstraßen in der Provinz Antwerpen listet die Provinzialstraßen in der belgischen Provinz Antwerpen auf. Diese Straßen werden wegen ihrer Einbeziehung in das belgische Netz der N-Straßen auch als quartäre (= in der vierten Kategorie) Nationalstraßen bezeichnet.

## Provinzziffern
Die Provinzialstraßen werden in Belgien mit dem Buchstaben N und einer dreistelligen Zahl dargestellt. Die erste Ziffer gibt die jeweilige Provinz an. In der Provinz Antwerpen ist dies die Ziffer 1.
Die weiteren Provinzialstraßen tragen in den anderen Provinzen die folgenden Anfangsziffern:
- 2 Brabant: Region Brüssel-Hauptstadt sowie Provinzen Flämisch-Brabant und Wallonisch-Brabant
- 3 Westflandern
- 4 Ostflandern
- 5 Hennegau
- 6 Lüttich
- 7 Limburg
- 8 Luxemburg
- 9 Namur

## Provinzziffer 1
Der Straßenverlauf wird in der Regel von Nord nach Süd und von West nach Ost angegeben.
| Nr.   | Verlauf |
| ----- | --- |
| N 101 | (Niederlande) – Staatsgrenze – – Hafen von Antwerpen – N 180 in Antwerpen                                                                                               |
| N 102 | N 174 – N 126 – N 110 in Meerhout |
| N 103 | N 71 – Ezaart – N 110 – Mol – N 18 – Ginderbuiten – N 71 |
| N 104 | N 12 in Vlimmeren – N 153 in Wechelderzande |
| N 105 | Sint-Katelijne-Waver – in Mechelen |
| N 106 | N 177 in Wilrijk – – N 173 in Edegem |
| N 107 | Antwerpen, Scheldeufer – N 148 in Antwerpen |
| N 108 | N 10 in Lier – N 14 in Duffel |
| N 109 | N 16 in Mechelen – in Mechelen |
| N 110 | N 103 in Mol – N 71 – Meerhout – Gestel – Provinzgrenze – (N 110 in der Provinz Limburg)                                                                                |
| N 111 | N 180 – – Stabroek – N 114 – Putte-Kapellen – N 11 – Kalmthout – N 122 – Achterbroek – N 117 – N 133 in Wuustwezel                                                      |
| N 112 | R 11/N 12 in Wijnegem – N 120 – N 12 in Schilde |
| N 113 | R 10 in Antwerpen – in Antwerpen |
| N 114 | N 111 in Stabroek – Hoevenen – – Ekeren – N 180 in Merksem |
| N 115 | in Merksem – Schoten – N 121 – Sint-Job-in-’t-Goor – N 117 – Brecht – N 133 – N 153 – Sint-Lenaarts – N 131 – N 14 in Hoogstraten                                       |
| N 116 | N 12 in Antwerpen – R 10 – Deurne – N 184 – Borsbeek – R 11 – Wommelgem – Ranst – Broechem – N 14 – N 13 in Nijlen                                                      |
| N 117 | (N 262 in der Provinz Nordbrabant, Niederlande) – Staatsgrenze – Essen – N 133 – N 122 – Achterbroek – N 111 – Maria-ter-Heide – – – N 115 in Sint-Job-in-’t-Goor       |
| N 118 | N 12 in Ravels – Arendonk – N 139 – – Retie – N 123 – N 18 – N 71 in Geel                                                                                               |
| N 119 | (N 260 in der Provinz Nordbrabant, Niederlande) – Staatsgrenze – Weelde Statje – N 132 – R 13 in Turnhout                                                               |
| N 120 | R 10 in Antwerpen – Deurne – N 129 – N 130 – N 12 – N 112 in Wijnegem                                                                                                   |
| N 122 | N 117 in Essen – Kalmthout – N 111 – in Kapellen |
| N 123 | N 153 in Herentals – Lichtaart – N 132 – Kasterlee – N 19 – Retie – N 118 – N 18 – N 136 – Postel – Staatsgrenze – (Niederlande)                                        |
| N 124 | N 14 in Hoogstraten – Wortel – Merksplas – N 132 – N 131 – R 13 in Turnhout                                                                                             |
| N 125 | N 133 in Essen – Hoek bei Essen – Staatsgrenze – (Niederlande) |
| N 126 | R 14 in Geel – N 174 – N 102 – Vorst-Meerlaar – N 141 – Provinzgrenze – (N 126 in der Provinz Limburg)                                                                  |
| N 127 | N 19 in Zammel – Veerle – N 141 – N 165 – Provinzgrenze – (N 127 in der Provinz Limburg)                                                                                |
| N 129 | N 101/N 180 – – Merksem – – N 120 in Deurne |
| N 130 | in Merksem – N 120 in Deurne |
| N 131 | R 115 in Sint-Lennarts – Rijkevorsel – N 14 – N 124/N 132 in Merksplas                                                                                                  |
| N 132 | N 12 in Ravels – Weelde Statie – N 119 – Merksplas – N 124 – N 131 – Beerse – N 12 – – Gierle – N 140 – Tielen – N 123 in Lichtaart                                     |
| N 133 | (Niederlande) – Staatsgrenze – Essen – N 125 – N 117 – Nieuwmoer – Wuustwezel – N 111 – – Brecht – N 115 – N 154 – N 12 in Malle                                        |
| N 135 | (Niederlande) – Staatsgrenze – N 12 in Poppel |
| N 136 | N 123 – N 712 – Rauw – N 71 – N 18 in Balen |
| N 139 | N 18 – Arendonk – N 118 – Staatsgrenze – (N 284 in der Provinz Nordbrabant, Niederlande)                                                                                |
| N 140 | R 13 in Turnhout – – Gierle – N 132 – N 153 in Lille |
| N 141 | N 127 in Veerle – Vorst – N 174 – Vorst-Meerlaar – N 126 – Provinzgrenze – (N 141 in der Provinz Limburg)                                                               |
| N 144 | – Loenhout – – N 14 in Hoogstraten |
| N 148 | R 10 in Antwerpen – – N 107 – Hoboken – R 11 – Hemiksem – Niel – N 171 – N 177 in Boom                                                                                  |
| N 150 | R 10 in Antwerpen – – N 151 – in Antwerpen |
| N 151 | N 177 in Antwerpen – N 150 in Antwerpen |
| N 152 | N 13 in Herentals – Olen – Voortkapel – N 15 – N 19 in Herselt |
| N 153 | N 115 in Sint-Lenaarts – N 154 – Oostmalle – N 12 – N 14 – Wechelderzande – N 104 – – Lille – N 140 – Poederlee – N 123 – N 13 in Herentals                             |
| N 154 | N 153 in Sint-Lenaarts – N 133 |
| N 155 | in Antwerpen – N 177 – R 10 – in Antwerpen |
| N 165 | N 127 in Veerle – Provinzgrenze – (N 165 in der Provinz Limburg) |
| N 171 | in Edegem – Kontich – N 173 – – Boom – N 177 – N 148 in Niel |
| N 173 | in Antwerpen – Wilrijk – R 11 – Edegem – N 106 – N 171 in Kontich |
| N 174 | N 126 – N 102 – – Vorst – N 141 – Provinzgrenze – (N 174 in der Provinz Limburg)                                                                                        |
| N 177 | N 155 in Antwerpen – R 10 – – N 151 – – R 11 – Wilrijk – N 106 – mehrfache Anbindung an die A 12 – Aartselaar – Boom – N 171 – N 148 – Klein-Willebroek – in Willebroek |
| N 180 | N 111 – – Hafen von Antwerpen – – N 114 – N 101 – N 129 – in Antwerpen                                                                                                  |
| N 184 | in Antwerpen – R 10 – – N 116 in Deurne |

## Provinzziffern 2, 4 und 7
Der Straßenverlauf wird in der Regel von Nord nach Süd und von West nach Ost angegeben.
| Nr.   | Verlauf |
| ----- | --- |
| N 212 | N 19 in Herselt – Blauberg – Provinzgrenze – (N 212 in Brabant)                                                                                       |
| N 227 | in Mechelen – Provinzgrenze – (N 227 in Brabant) |
| N 419 | N 70 – – Provinzgrenze – (N 419 in der Provinz Ostflandern)                                                                                           |
| N 712 | N 71 in Rauw – N 136 – Provinzgrenze – (N 712 in der Provinz Limburg)                                                                                 |
| N 746 | (N 746 in der Provinz Limburg) – Provinzgrenze – ohne Ort, ohne Abzweig einer klassifizierten Straße – Provinzgrenze – (N 746 in der Provinz Limburg) |